# Whiskey Business
«Whiskey Business» (укр. «Віскі-бізнес») — дев'ятнадцята серія двадцять четвертого сезону мультсеріалу «Сімпсони», прем'єра якої відбулась 5 травня 2013 року у США на телеканалі «Fox».

## Сюжет
У Мо депресія і він намагається накласти на себе руки. На щастя, опора, на якій висів зашморг ламається. Завсідники таверни таки допомагають Мо підвестися, однак момент щастя короткий. У цей час до бару заходить Мардж за Гомером, що затримався. Дізнавшись, що сталося, Мардж і завсідники вирішують взяти Мо на екскурсію до Столиці. Щоб підняти бармену настрій, вони купують йому новий класичний костюм.
Поки Гомер і Мардж відсутні, дідусь Сімпсон наглядає за дітьми. Щоб Ліса йому не заважала, Барт відправляє її до джазового клубу, де проходить джем-сесія усіх зірок. Дівчинка вражена, побачивши серед виконавців «Криваві Ясна» Мерфі, оскільки вона знає, що той помер. Вона виявляє, що це насправді голограма.

Барт піклується про дідуся

Тим часом Барт у дворі будує водну гірку для нього і шкільних хуліганів. Коли Ейб випадково спускається по гірці, то травмується. Щоб уникнути неприємностей, Барт вирішує доглядати за ним у підвалі. Коли дідусь ховається в підвалі, вони з Бартом насолоджуються жартами над Гомером.
Після повернення додому Мо знову наповнює ентузіазм відновився. Він лагодить свій бар, щоб залучити кращий клас клієнтів, і приносить партію домашнього віскі. Двоє венчурних капіталістів зупиняються біля бару і куштують напій. Їх настільки вражає, що пропонують стати діловими партнерами Мо по його маркетингу.
Тим часом обурена Ліса намагається розпочати бойкот лейблу Мерфі. Коли вона пише листа, несподівано вона вдома приймає саксофоніста Сонні Роллінза. Роллінз пояснює, що голограми — це просто наступний крок у розвитку індустрії розваг. Зрозумівши, що він теж є голограмою, надісланою компанією звукозапису, Лісу ще більше починає дратуватися: компанія починає транслювати рекламні ролики, в яких у її вітальні зображені принцеса Діана, Тупак Шакур і Магатма Ґанді.
Після зустрічі із капіталістами в бізнес-центрі, коли Мо спускається ліфтом, його костюм застрягає у дверях ліфта. У відчаї, Мо звертається до Сімпсонів. Мардж переконує Мо в його впевненості без костюма.
У підвалі Ейб швидко одужує, але імітує затяжну травму, щоб переконатися, що Барт продовжує доглядати за ним. Зрештою Барт виявляє обман і злиться. Однак, вони примиряються після того, як дідусь пояснює, що йому подобалося отримувати увагу хлопчика, якої він ніколи не міг отримати в будинку престарілих.
Мо приходить на біржу в звичайному одязі і звертається до трейдерів з проханням про укладання IPO. Однак, ненавмисно лякає їх настільки, що ціна його акцій різко падає, а компанія стає нікчемною. Повернувшись до свого знову убогого бару, він настільки пожвавлюється, що забуває про самогубство, принаймні на деякий час.

## Виробництво
Прем'єрний показ серії було відкладено на 25 хвилин у північноамериканському східному та центральному часових поясах. Причиною цього було відкладення перегонів NASCAR більш, ніж на 3,5 години через дощ.

## Цікаві факти і культурні відсилання
- Коли Мо дзвонить на гарячу лінію для самогубць і його переводять на утримання, лунає пісня «Suicide Is Painless» (укр. «Самогубство без болю») із серіалу «Польовий шпиталь», яку можна було почути лише в однойменному фільмі. У 1970-х роках, коли телесеріал розроблявся, слова пісні вважалися надто темними для телебачення, тому для телебачення використовувалася інструментальна версія[3].
- Під час подорожі до Столиці звучить пісня «Capital City» у виконанні Тоні Беннетта[4].
  - Записи взято із серії 2 сезону «Dancin' Homer»[4].
- Підсюжет серії — відсилання до серіала 1970-х років «Sanford and Son» (укр. «Санфорд і син»)[3].
- Щоб переконати Мо в його впевненості і без костюма, Мардж згадує розповідь про «Дамбо»[3].

## Ставлення критиків і глядачів
Під час прем'єри серію переглянули 4,43 млн осіб з рейтингом 1.9.
Роберт Девід Салліван з «The A.V. Club» дав серії оцінку C-, сказавши:
|  | Я скаржився на чорний гумор у багатьох серіях «Сімпсонів» цього сезону, але це невигаданий чорний гумор розчаровує… «Whiskey Business» звучить лише на одній ноті, коли Мо настільки пригнічений, що навіть не може зібрати в себе сили, щоб накласти на себе руки. Епізод, у якому насправді зображено самогубство, принаймні виграє бали за впадання в крайнощі. |

Тереза Лопес з «TV Fanatic» дала серії дві з половиною з п'яти зірок, сказавши
|  | Цьоготижнева серія «Сімпсонів» надто сильно намагається використати ностальгію для розваги. «Whiskey Business» містить відсилання до кількох класичних епізодів минулого, але серії все одно не вдається сподобатися глядачам. Можливо, це тому, що [тут] відбувається дуже багато всього… Між ними [двома сюжетами] було кілька милих моментів, але епізод мав занадто багато ниток, щоб зробити будь-який із них справді задовільним. |

Згідно з голосуванням на сайті The NoHomers Club більшість фанатів оцінили серію на 3/5 із середньою оцінкою 2,76/5.